# 尾崎士郎
尾崎 士郎（おざき しろう、1898年（明治31年）2月5日 - 1964年（昭和39年）2月19日）は、日本の小説家。新聞連載小説『人生劇場』がヒットし、流行作家になった。

## 経歴

### 生い立ち

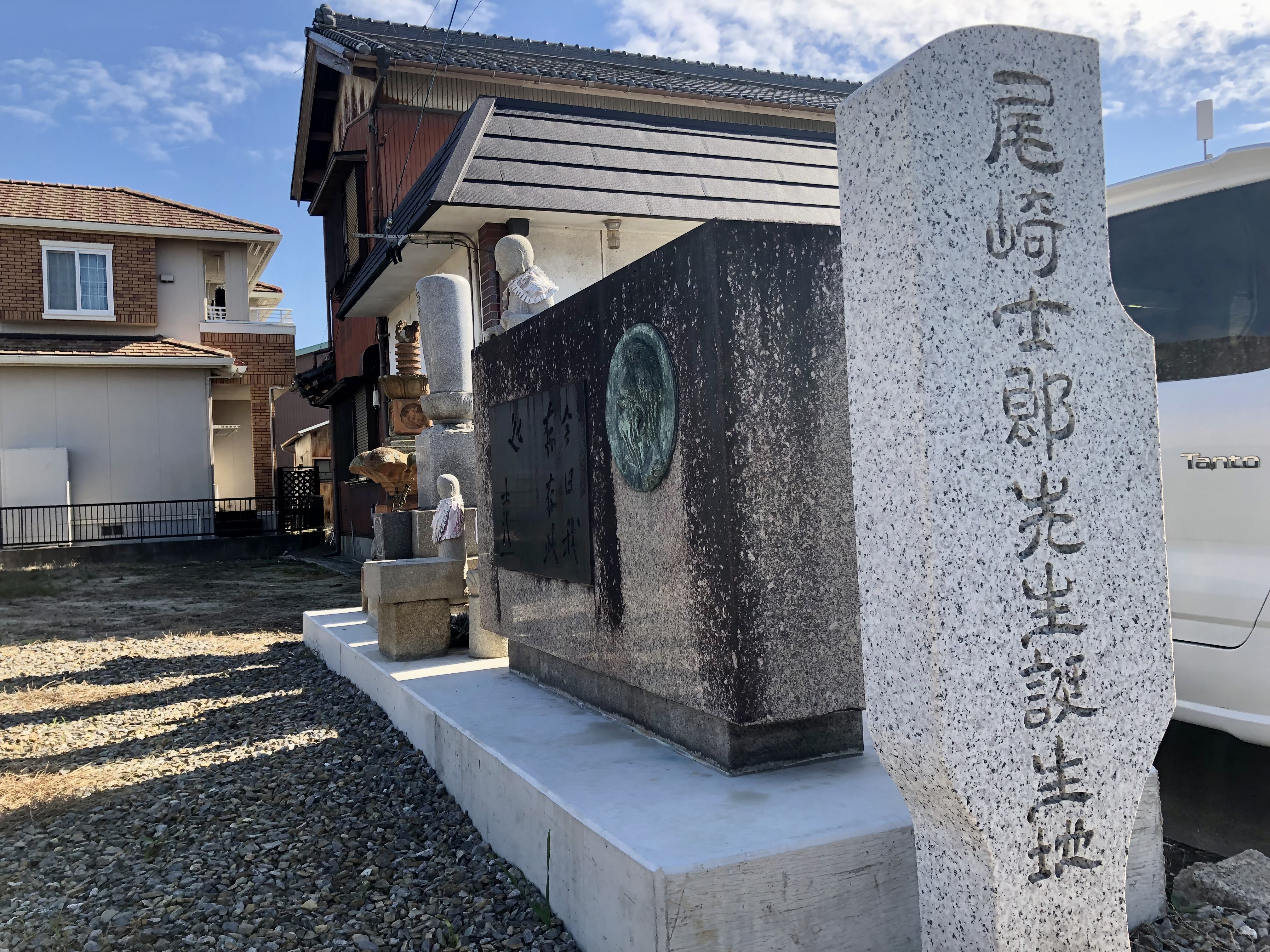
尾崎の生誕地。西尾市吉良町上横須賀宮前。

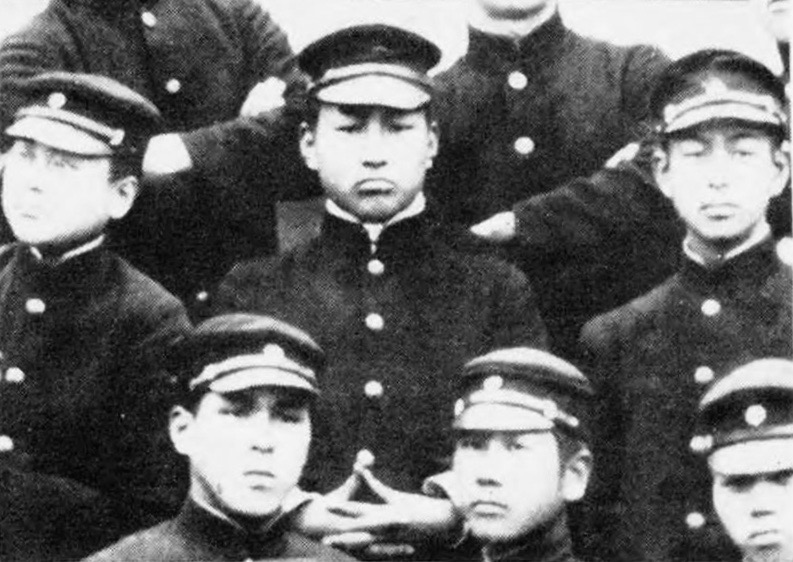
愛知県立第二中学校（現・愛知県立岡崎高等学校）時代。後列中央が尾崎。その右は友人の大須賀健治。

愛知県幡豆郡横須賀村宮前（現・西尾市吉良町上横須賀宮前）に生まれる。尾崎が生まれた年に父の嘉三郎は自宅で三等郵便局を開業した。1904年（明治37年）8月、神奈川県横浜市野毛町（現・中区野毛町）で耳鼻咽喉科医院を営む田島藤一郎（母の兄）の養子となる。1905年（明治38年）、心臓疾患とホームシックを理由に離籍、生家に戻った。
1910年（明治43年）、横須賀尋常高等小学校（現・西尾市立横須賀小学校）卒業。同年、愛知県立第二中学校（現・愛知県立岡崎高等学校）に進学した。額田郡岡崎町（現・岡崎市）内にある親戚の糟谷家に寄宿した。尾崎が入ったCクラスの主任は英文学者の繁野天来だった。
1911年（明治44年）、数学と体操の点数不足で留年し、大須賀健治、美甘義夫、杉山新樹らと同級生になった。なかでも大須賀と最も親しくなった。大須賀の叔母の里子は上京後、社会主義運動に触れ、1908年（明治41年）に山川均と結婚し、赤旗事件で夫ともに検挙され、運動家として知られていた。1911年（明治44年）1月に大逆事件（幸徳事件）で有罪判決を受けた幸徳秋水らの死刑が執行されると、山川均はそれからのちしばらく、大須賀の藤川村（現・岡崎市藤川町）の実家で病気療養した。山川が大須賀の家に残していったものの中に、『共産党宣言』、ピョートル・クロポトキンの『パンの略取』（翻訳：幸徳秋水）、「平民新聞」の綴込み、堺利彦が創刊した月刊誌「へちまの花」の合本などがあった。尾崎は大須賀の家でこれらの書物や雑誌をむさぶるように読み、思想的影響を大きく受けた。
1915年（大正4年）4月、『学友会雑誌』に「徳川家康公論」を寄稿し、徳川家康を批判した。6月、雑誌『世界之日本』の懸賞論文に「いかにして選挙権を拡張すべき乎」を寄稿。これが評者の早稲田大学教授の永井柳太郎の目にとまり、第三席に入選。永井の薦めにより早稲田大学進学を志すようになった。中学校には6年間在籍し、1916年（大正5年）に卒業した。

### 上京
1916年（大正5年）年4月、早稲田大学高等予科政治科に入学。在学中に社会主義運動にかかわる。1917年（大正6年）9月、早稲田大学本科政治経済科に入学。この頃から学校に嫌気がさし、石橋湛山の好意で東洋経済新報社に勤める。
1918年（大正7年）6月、父親から郵便局長を継いだ長兄の重郎が公金横領の末、ピストル自殺した。これにより破産し、一家は自宅を手放して東京に移った。8月頃、東洋経済新報社を退社し、大逆事件真相解明の目的で売文社に入社。同社を本拠に活動していた高畠素之を追って国家社会主義に身を投じる。
1921年（大正10年）に時事新報の懸賞小説で、大逆事件を取材した『獄中より』が第二席で入選し、以後本格的に小説家として身を立てるようになる。
1923年（大正12年）5月、宇野千代と結婚した。1930年（昭和5年）8月、別居していた宇野と正式に離婚し、2年前に知り合った古賀清子と結婚した。

### 『人生劇場』

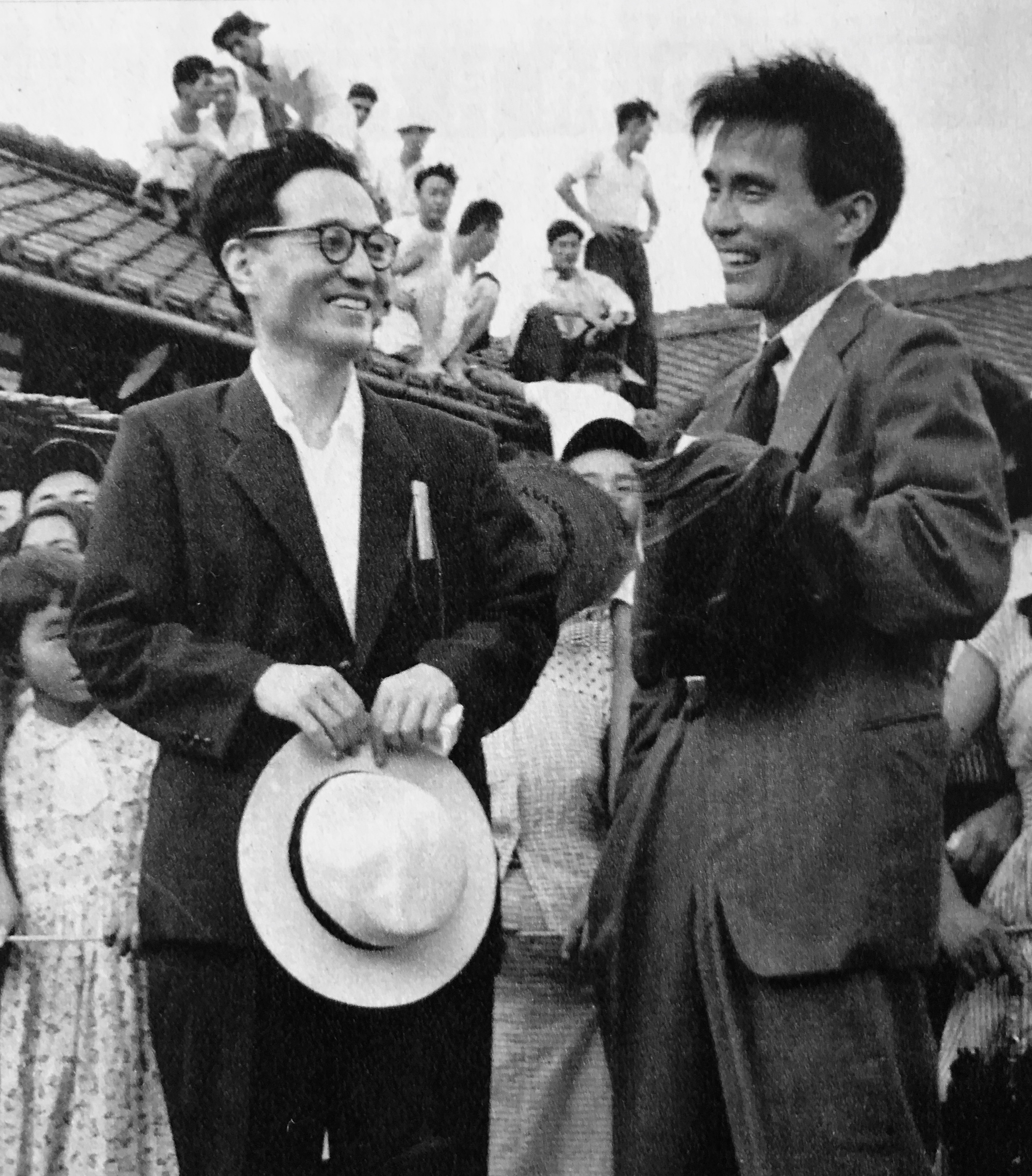
『人生劇場 望郷篇 三州吉良港』（1954年）の撮影現場。愛知県幡豆郡横須賀村（現・西尾市）の「上横須賀駅」付近。尾崎と出演者の宇野重吉。

1933年（昭和8年）、都新聞の文芸部長の上泉秀信から連載小説の依頼を受ける。同年3月18日から『人生劇場』の連載開始。4月、長女の一枝が誕生。8月、愛知県立第二中学校の同窓会に招かれ、講演をした。
1935年（昭和10年）3月25日、『人生劇場』の青春篇が竹村書房より刊行。大ベストセラーとなり、翌1936年（昭和11年）には内田吐夢監督によって映画化もされた。
1937年（昭和12年）1月、『残侠篇』の下巻が刊行され、翌1938年には『人生劇場 残侠篇』のタイトルで映画化されることとなった。さらに映画の主題歌もつくられることになった。佐藤惣之助が作詞し、古賀政男が作曲し、楠木繁夫が歌った「人生劇場」は同年6月にテイチクレコードから発売され、大ヒットした。
1943年（昭和18年）4月、日本文学報国会の常務理事に就任。軍国主義鼓吹の小説や著作を多く書いた。戦前は、雑誌『文芸日本』、戦後に『風報』を主宰した。『人生劇場』は20年以上執筆し続ける大長編となった。
1948年（昭和23年）3月30日に公職追放となる。政治的発言と行動の禁止、執筆制限などを受けた。以後は文壇から距離を置き、実業家などとのつきあいが多かった。川端康成とは関東大震災の翌年1923年（大正12年）に出会って以来からの変わらぬ親友であった。
また『石田三成』『真田幸村』『篝火』などの歴史小説も書いたほか、相撲にも詳しく、長編小説『雷電』など相撲関係の著作もあり、横綱審議委員を務めた。酒豪でもあった。
1963年（昭和38年）3月、東映映画『人生劇場 飛車角』が公開。登場人物の一人である飛車角を主人公に据えた本作は大ヒットし、ヤクザ映画ジャンルの嚆矢となった。
1964年（昭和39年）2月19日、東京都大田区山王の自宅で、直腸癌により死去。66歳没。その直前に闘病記を遺した。戒名は文光院殿士山豪雄大居士（今東光の撰）。文化功労者が追贈された。弔辞は川端康成が読み哀悼の意を表した。
なお、尾崎の命日である2月19日は、代表作「人生劇場」の主人公青成瓢吉の名にちなみ、瓢々忌と呼ばれている。

## 家族

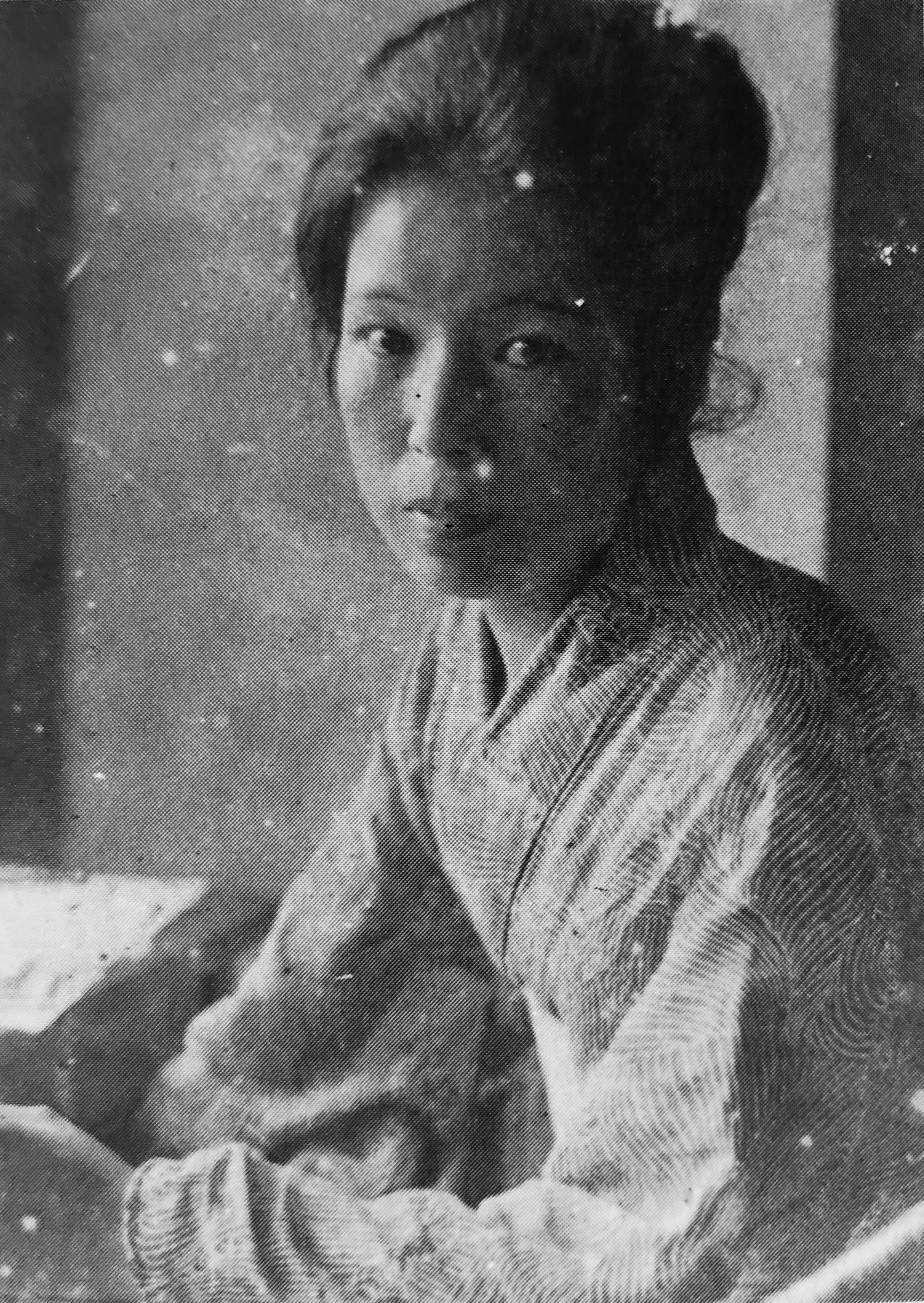
宇野千代

生地である幡豆郡横須賀村は、江戸時代から街道沿いに商家が連なる小さな村で、士郎の生家「辰巳屋」も煙草の製造や木綿の卸などで財を成した商家だった。父の嘉三郎は明治20年に上横須賀郵便局長となり、士郎が生まれた明治31年に自宅で三等郵便局を開業し、没後は長兄の重郎が郵便局長を引き継いでいたが、父の代からの公金横領を苦にして重郎がピストル自殺をし、尾﨑家は借財返済のために1918年に家屋敷を手放して村を離れた。士郎が大学在学中に起こったこの一件は、短編『三等郵便局』（1926年）のほか、代表作の『人生劇場 青春篇』をはじめ多数の作品に取り上げられ、士郎の作家人生に大きな影響を与えた。次兄の昇は毎日新聞社出版局次長などを務めた出版人。
尾崎が『獄中より』で第二席を取った時事新報の懸賞小説で、第一席だったのが宇野千代の『脂粉の顔』である。受賞の翌年、中央公論社で偶然会った2人は、宇野のひと目惚れによってその日から同棲を始めた。宇野は後年のインタビューで、「尾崎は人に非常に好かれる人で、尾崎自身もまた好かれたがる人だった。それが彼の人生を駄目にした」と語っている。
川端康成を通じて伊豆湯ヶ島温泉で知り合った梶井基次郎とは、馬込文士村において、妻の宇野千代を巡って関係が険悪となり、その後尾崎と千代は離婚となった。夫婦の仲はすでにぎくしゃくしていたが、宇野に好意を寄せる梶井とそれを憎からず思う宇野との親しい関係に対してわだかまりを感じていた尾崎は、友人宅で開かれたパーティで偶然居合わせた梶井の態度が気に入らず、梶井の顔に火のついた煙草を叩きつけるという事件を起こしてしまったのである。
宇野と別れたのち、カフェー・ライオンの17歳の女給古賀清子と知り合って1930年に結婚し、一枝という娘をもうけた。尾崎一雄にも同年配の一枝という娘がおり、いずれも早稲田大学へ入ったためよく混同された。のち士郎の娘は中村汀女の息子と結婚、一雄の娘も結婚して古川と姓が変り、共著を出している。相撲好きな尾崎らしく長男には「土俵の士」を意味する「俵士(ひょうじ)」と名付けた。

## 著書
- 『近世社會主義發逹史論』三田書房 1920
- 『逃避行 低迷期の人々』改造社 1921
- 『懐疑者の群 低迷期の人々 第二部』改造社 1922
- 『世紀の夜』近代生活社 1930
- 『霧と銀貨』アトラス社 1930
- 『悲劇を探す男』新潮社 1930
- 『惡太郎』黎明社 1935
- 『人生劇場』正・続・続々 竹村書房 1935-37 のち新潮文庫、角川文庫、旺文社文庫
- 『情熱の伝説』有光社 1936
- 『情欲』巣林書房 1936
- 『牛刀 隨筆集』竹村書房 1936
- 『空想部落』新潮社 1936 のち角川文庫
- 『河鹿』竹村書房 1936
- 『続々人生劇場 残侠篇』竹村書店 1936-1937
- 『人生讀本』學藝社 1937
- 『悲風千里』中央公論社 1937
- 『風雲文章』雄風館書房 1937
- 『相撲随筆』野田書房 1938
- 『八達嶺』春陽堂 1938
- 『石田三成』中央公論社 1938 のち角川文庫、光文社文庫※
- 『去る日来る日』大日本雄弁会講談社 1938
- 『文學部隊』新潮社 1939
- 『鶺鴒の巣』新潮社 1939
- 『悪の序章』新潮社 1939
- 『新篇坊ちゃん』新潮社 1939
- 『裸 新選随筆感想叢書』金星堂 1939
- 『古城夢ふかく』大日本雄辯會講談社 1940
- 『成吉思汗』新潮社 1940
- 『関ケ原 随筆集』高山書院 1940
- 『猫』三笠書房 1940
- 『後雁』河出書房 1940
- 『戦場の月に題す』萬里閣 1940
- 『洋車の大将』高山書院 1940
- 『永遠の女性』三笠書房 1940
- 『昭和時代の大相撲』國民體力協會 1941
- 『尾崎士郎選集』全12巻 平凡社 1941-42
- 『篝火』櫻井書店 1941 のち角川文庫 光文社文庫※
- 『雲になる男』協力出版社 1941
- 『青春紀聞』小学館 1941
- 『文學論』平凡社 1941
- 『流幻』有光社 1941
- 『高野長英』小学館 1941
- 『日蓮』小学館 1942
- 『春の原始林』平凡社 1942
- 『殘燈』錦城出版社 1942
- 『蒼穹』日本文林社 1942
- 『高杉晋作』黎明篇 亂雲篇 新潮社 1943-44
- 『戰影日記』小学館 1943
- 『烽煙』生活社 1943
- 『積乱雲』小學館 1944
- 『芋月夜 随筆』扶桑書房 1946
- 『謫居隨筆』酣燈社 1947
- 『惜春夜話』去來書洞 1947
- 『耳太郎』世界社 1948
- 『夜あけの門』新潮社 1948
- 『黒林の劍侠 少年少女小説』東光出版社 1948
- 『狸風俗 滑稽小説』三潮社 1949
- 『ホーデン侍従』暁書房 1949
- 『新日本笑府』東京文庫 1950
- 『天皇機關説』文藝春秋新社 1951 のち角川文庫
- 『春雁』酣灯社 1951
- 『舊将軍』小説朝日社 1952
- 『吉良ノ仁吉』小説朝日社 1952、「吉良の仁吉」春陽堂文庫
- 『青春傳書』池田書店 1953
- 『東西英雄論』小説朝日社 1953
- 『早稲田大学』※ 文藝春秋新社 1953 のち角川文庫、岩波現代文庫 2015（大隈重信を描いて、佐伯清によって映画化された）
- 『風霜』新潮社 1954
- 『伊勢宗瑞|伊勢新九郎』※ 大日本雄弁会講談社 1954
- 『明治墮落女學生』新潮社 1955
- 『偽徒然草』実業之世界社 1955
- 『春や昔大阪城』河出書房 1955
- 『雷電』全5巻 新潮社 1955-56
- 『瓢さんの初恋』河出書房 1955
- 『戰國臆病風』同光社 1955
- 『酔中一家言』大日本雄弁会講談社 1956
- 『真田幸村』鱒書房 1956 のち春陽堂文庫、廣済堂出版、河出文庫 2015
- 『中村遊廓』文藝春秋新社 1956
- 『塙団右衛門』東方社 1956
- 『思はぬ人』※ 大日本雄弁会講談社 1956
- 『私学校潰滅』筑摩書房 1956 のち『私学校蜂起 小説・西南戦争』河出文庫 1989
- 『人間随筆』六興出版部 1957
- 『厭世立志伝』中央公論社 1957
- 『京濱國道』朝日新聞社 1957
- 『看板大関 随筆集』宝文館 1957
- 『青雲譚』六興出版部 1957
- 『相撲を見る眼』創元社 1957、のちベースボール・マガジン社
- 『時は夢なり』雲井書店 1957
- 『うそ八万騎』角川書店 1957、のち講談社文庫大衆文学館※
- 『生き馬の眼』大日本雄弁会講談社 1957
- 『戰國兵談』正・続 東京創元社 1958
- 『大逆事件』雪華社 1959
- 『花やかな男』東方社 1960
- 『醉中放談』河出書房新社 1960
- 『現代人の日本史 織田信長』河出書房新社 1960
- 『聖妖女』文藝春秋新社 1960
- 『小説國技館』雪華社 1960、『国技館』河出文庫 2015※
- 『箱入り女房』光風社 1960
- 『吉良の男』中央公論社 1961
- 『現代人の日本史 豊臣秀吉』河出書房新社 1961
- 『新人生劇場』集英社 1961
- 『戦記バタアン半島』圭文館 1962
- 『青春記』創思社 1963
- 『雲と殘月』光風社 1963
- 『わが青春の町』河出書房新社 1963
- 『遠き跫音』中央公論社 1964
- 『小説四十六年』講談社 1964、中公文庫 2015※
- 『一文士の告白』新潮社 1964
- 『尾崎士郎全集』全12巻 講談社 1965-1966
- 『文学の零点』永田書房 1967

※は電子書籍で再刊（人生劇場は「風雲篇」まで）

### 共著
- 『歐米社會運動者 評傳』茂木久平共著 南星堂書店 1920
- 『チャツプリン』寺田鼎共著 啓明社 1930
- 『近代浪漫派文庫31 尾崎士郎／中谷孝雄』新学社 2004

### 現代語訳
- 『世界名作全集 第39 平家物語』平凡社 1960。「現代語訳平家物語」岩波現代文庫（上下）2015、電子書籍版 2023
- 『八犬伝 少年少女世界名作全集』講談社 1962

### 翻訳
- ゲオルグ・ブランデス『フェルディナンド・ラッサルレ』黎明閣 1923

## 記念館

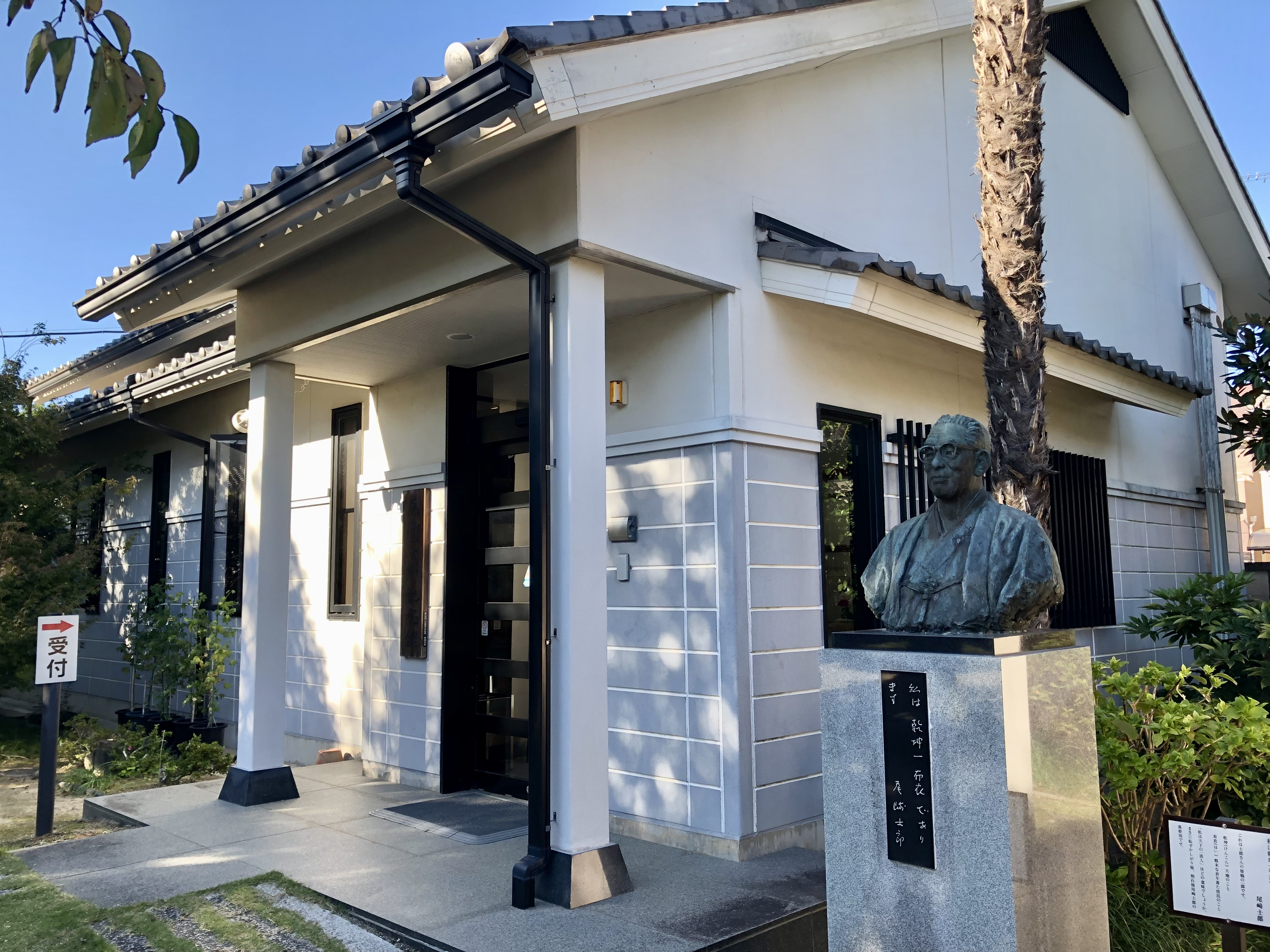
尾崎士郎記念館（西尾市）

尾崎士郎記念館（愛知県西尾市吉良町）
出身地にて2002年11月竣工。以前に吉良町立図書館内に尾崎士郎記念室としてあったものを尾崎士郎記念館として独立させた。展示品はほとんどが遺族や縁者から寄贈されたものばかりで、総資料数は4,000点以上にもなる。これらの中から直筆原稿、書簡、著書、愛用品等を順次展示している。また、晩年を過ごした東京都大田区にあった書斎も移築されている。
入館は有料（隣接の施設「旧糟谷邸」と共通）で、月曜（祝日の場合を除く）と年末年始は休館。
尾崎士郎記念館（東京都大田区山王1丁目）
1954年から死去した1964年まで居住していた旧宅。戦前に現在の大田区内に居を構えてより、馬込村中井（現：大田区南馬込4丁目）、大森字源蔵ヶ原（現：大田区山王1一丁目）など数回転居を繰り返し、家族とともに静岡県伊東市での疎開を経て、戦後東京に戻り、山王1丁目に居を構えた。大田区は2003年に遺族より敷地を購入、建物は寄付を受けた。その後、客間兼書斎部分を改修し、別棟にあった平屋建ての書斎を設計図を基に復元工事を行ない、2008年5月に開館した。計画にあたっては、旧宅の書斎が移築された愛知県西尾市吉良町からも了解を得ている。すぐ近くには徳富蘇峰の旧邸だった大田区立山王草堂記念館（蘇峰公園）がある。

## 関連書籍
- 岡本功司『人生劇場主人・尾崎士郎』永田書房 1966
- 都築久義『評伝尾崎士郎』ブラザー出版 1971
- 同『実説人生劇場 尾崎士郎の生涯』白馬出版 1972
- 同『尾崎士郎』三交社 1974
- 同『若き日の尾崎士郎』笠間書院 1980
- 尾崎一枝『父尾崎士郎』毎日新聞社 1973
- 影山正治『尾崎士郎と僕たち』大東塾出版部 1974
- 鈴木悦道『人生劇場のふるさと 尾崎士郎の生涯』エフエー出版事業部 1984